# Hotel Ibis (Butare)
El Hotel Ibis (en francés: Hôtel Ibis) es uno de los hoteles más antiguos del país africano de Ruanda. 
Originalmente, el edificio albergó la primera sala de cine en la ciudad (entonces llamada Astrida). El hotel abrió las puertas de sus habitaciones en 1942. En 1949, recibió a Andrew Marton, Deborah Kerr y Stewart Granger que realizaron en Nyanza escenas exteriores de la película Las minas del rey de Salomón. Antes de la independencia, en 1962, su terraza y el bar eran el lugar de encuentro de todos los europeos y de unos pocos privilegiados ruandeses. Luego se convirtió en un lugar donde se reunían los dignatarios y los profesores de una universidad cercana. 